# La Rochelle-Normande

La Rochelle-Normande este o comună în departamentul Manche, Franța. În 1 ianuarie 2018 avea o populație de 350 de locuitori.